# Nuoto artistico ai campionati europei di nuoto 2022 - Programma combinato squadra femminile
La competizione di gara a squadre programma combinato di nuoto artistico ai Campionati europei di nuoto 2022 si è disputata il 14 agosto 2022 presso il Foro Italico di Roma, in Italia.

## Risultati
La finale si è svolta alle ore 15:00.
| Pos     | Squadra     | Nazione | Punti   |
| ------- | ----------- | --- | ------- |
| Oro     | Ucraina     | Maryna Aleksiiva Vladyslava Aleksiiva Olesia Derevianchenko Marta Fiedina Veronika Hryshko Sofiia Matsiievska Daria Moshynska Anhelina Ovchynnikova Anastasiia Shmonina Valeriya Tyshchenko | 95.2000 |
| Argento | Italia      | Domiziana Cavanna Linda Cerruti Costanza Di Camillo Costanza Ferro Gemma Galli Marta Iacoacci Marta Murru Enrica Piccoli Federica Sala Francesca Zunino                                     | 92.6667 |
| Bronzo  | Grecia      | Zoi Agrafioti Maria Alzigkouzi Kominea Eleni Fragkaki Krystalenia Gialama Zoi Karangelou Maria Karapanagiotou Danai Kariori Ifigeneia Krommydaki Sofia Malkogeorgou Andriana Misikevych     | 89.4000 |
| 4       | Regno Unito | Kate Shortman Isabelle Thorpe Robyn Swatman Laura Turberville Millicent Costello Cerys Hughes Daisy Gunn Daniella Lloyd Isobel Blinkhorn Isobel Davies                                      | 84.5000 |
| 5       | Israele     | Shelly Bobritsky Maya Dorf Noy Gazala Catherine Kunin Nikol Nahshonov Ariel Nassee Avital Podkopaev Polina Prikazchikova Neta Rubichek Shani Sharaizin                                      | 83.3333 |
| 6       | Ungheria    | Anna Apáthy Niké Barta Linda Farkas Boglárka Gács Lilien Götz Hanna Hatala Szabina Hungler Panna Szakáll Léna Szórát Blanka Taksonyi                                                        | 79.4667 |